# Knut Sparre
Knut Johan Ulfsson Sparre, född 7 april 1835 i Solberga församling, Jönköpings län, död 31 maj 1929 i Stockholm, var en svensk friherre, militär, ämbetsman och politiker.
Sparre var underlöjtnant vid Älvsborgs regemente 1856–1863 och tjänstgjorde därefter vid Styrelsen för statens järnvägstrafik och Styrelsen för statens järnvägsbyggnader (båda föregångare till Statens järnvägar), där han blev överdirektör 1887. Han var landshövding i Jämtlands län 1895–1906, riksdagsledamot i första kammaren 1900–1902 och från 1883 ledamot i Kungliga Krigsvetenskapsakademien. Sparre blev riddare av Vasaorden 1870 och av Nordstjärneorden 1878 samt kommendör av andra klassen av sistnämnda orden 1892, kommendör av första klassen av samma orden 1897 och kommendör med stora korset 1905.
Knut Sparre var son till överstelöjtnanten Ulf Carl Sparre och Christina Aurora Ulrika Vult von Steijern, brorson till Sixten David Sparre och farbror till generallöjtnanten Lars Sparre. Han var gift med Johanna Julia Sofia von Baumgarten från 1861 och till hennes död 1912. De var föräldrar till amiralen Ulf Carl Sparre.